# Du Hirte Israel, höre

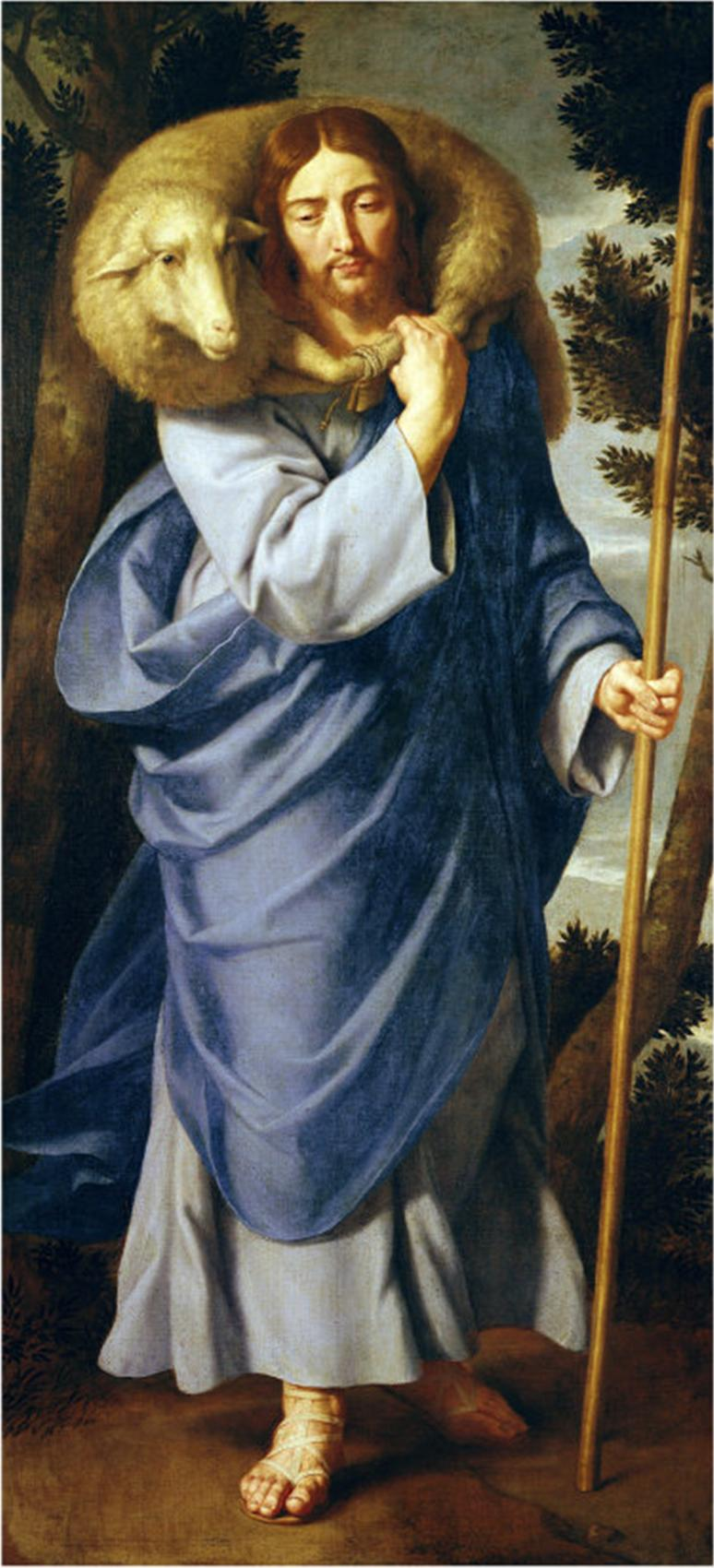
Le Bon-Pasteur, Jean-Baptiste de Champaigne

Du Hirte Israel, höre (Toi berger d’Israël, écoute) (BWV 104) est une cantate religieuse de Johann Sebastian Bach composée à Leipzig en 1724.

## Histoire et texte
Bach a composé la cantate dans le cadre de son premier cycle annuel à Leipzig pour le deuxième dimanche après Pâques, appelé Misericordias Domini et l'a créée le 23 avril 1724 à l'église Saint-Nicolas. Pour cette destination liturgique, deux autres cantates ont franchi le seuil de la postérité : les BWV 85 et 112.
Les lectures prescrites pour ce dimanche étaient Pierre 2:21-25 et Jean 10:12-16, le Bon-Pasteur. Le poète inconnu commence avec le psaume 80:2 et se termine par le choral Der Herr ist mein getreuer Hirt, une paraphrase du psaume 23 par Cornelius Becker (1598). Le poète se réfère encore davantage au contexte biblique en citant le Livre des Lamentations 3:23 et Cor. 10:13 pour le premier récitatif. La dernière aria se conclut avec des Glaubens Lohn nach einem sanften Todesschlafe.

## Structure et instrumentation
La cantate est écrite pour ténor et basse solistes, un chœur à quatre voix, 2 hautbois d'amour, taille (hautbois ténor), deux violons, alto et basse continue.
1. chœur : Du Hirte Israel, höre
2. récitatif (ténor) : Der höchste Hirte sorget vor mich
3. aria (ténor) : Verbirgt mein Hirte sich zu lange
4. récitatif (basse) : Ja, dieses Wort ist meiner Seelen Speise
5. aria (basse) : Beglückte Herde, Jesu Schafe
6. choral : Der Herr ist mein getreuer Hirt

## Musique
Comme dans certaines autres de ses œuvres et comme il était fréquent dans le baroque, Bach met l'accent sur l'image du berger par le caractère résolument pacifique et pastoral de la musique. Dans le chœur d'ouverture, trois hautbois appuyés sur de solides pédales créent des sons pastoraux en triolets lesquels sont fréquemment associées à des bergers, comme dans la Sinfonia ouvrant la 2e partie de l'Oratorio de Noël. Le chœur alterne des appels homophones, « höre! » (écoute!) et « erscheine! » (apparais!) et deux fugues sur l'image de Joseph menant ses troupeaux. Le sujet est le même dans les deux fugues, mais dans la seconde les voix s'élèvent de la plus basse à la plus aiguë.
Le premier récitatif mène à une partie arioso sur la citation finale de la Bible « Gott ist getreu » (Dieu est fidèle). L'aria du ténor est accompagnée par deux hautbois d'amour. Dans l'aria de la basse, l'instrumentation, les triolets et les pédale soutenues rappellent le chœur d'ouverture. Le choral final est disposé en quatre parties sur l'air de « Allein Gott in der Höh sei Ehr ».

## Sources
- (en) Cet article est partiellement ou en totalité issu de l’article de Wikipédia en anglais intitulé « Du Hirte Israel, höre, BWV 104 » (voir la liste des auteurs).
- Gilles Cantagrel, Les cantates de J.-S. Bach, Paris, Fayard, mars 2010, 1665 p.  (ISBN 978-2-213-64434-9)